# 맥스 찰스
맥스 찰스(Max Charles, 2003년 8월 18일 ~ )은 미국의 배우이다.

## 출연 작품
- 노스폴 (2014)
- 더 라스트: 지구 최후의 날 (2014)
- 아메리칸 스나이퍼 (2014)
- 천재강아지 미스터 피바디 (2014)
- 어메이징 스파이더맨 2 (2014)
- 화이트 스페이스 (2012)
- 어메이징 스파이더맨 (2012)
- 마이 라이프 애즈 언 익스페러먼트 (2011)
- 노벰버 크리스마스 (2010)

### 텔레비전
- 스트레인 시즌2 (2015)
- 우리동네 외계인 (2012)